# Élections municipales de 2020 à Toulon
Pour un article plus général, voir Élections municipales de 2020 dans le Var.
Les élections municipales ont lieu le 15 mars 2020 à Toulon.

## Mode de scrutin
Le mode de scrutin à Toulon est celui des villes de plus de 1 000 habitants : la liste arrivée en tête obtient la moitié des 59 sièges du conseil municipal. Le reste est réparti à la proportionnelle entre toutes les listes ayant obtenu au moins 5 % des suffrages exprimés. Un deuxième tour est organisé si aucune liste n'atteint la majorité absolue et au moins 25 % des inscrits au premier tour. Seules les listes ayant obtenu aux moins 10 % des suffrages exprimés peuvent s'y présenter. Les listes ayant obtenu au moins 5 % des suffrages exprimés peuvent fusionner avec une liste présente au second tour.

## Polémique sur les risques de sincérité du scrutin
Dans son numéro de mars qui est sorti le 28 février, Le Monde diplomatique publie une longue enquête sur la gestion de Toulon par Hubert Falco depuis 18 ans. De nombreuses irrégularités sont pointées dans cette enquête. Notamment, lors de l'élection législative de 2017 dans la première circonscription du Var, le mensuel relève que des personnes décédées auraient voté.
À la suite de cette publication, quatre candidats opposants à Hubert Falco demandent au préfet de « prendre toutes les dispositions » pour « garantir l'authenticité du scrutin », qu'ils estiment menacée. Il s'agit de la députée Cécile Muschotti, d'Amaury Navarranne, d'Olivier Lesage et de Vincent Maurel.

## Candidats
L'opposition de gauche, de La France insoumise au Parti socialiste (PS), se rassemble autour de la liste « Toulon en commun ». Le conseiller municipal Guy Rebec (EELV), est élu tête de liste par un vote des militants à la mi-décembre 2019. Les insoumis et des Gilets jaunes quittent le projet le même jour. Rebec reste soutenu par son parti, le PS, le Parti communiste français, Génération.s et Nouvelle Donne.
Vincent Maurel, candidat divers droite, perd le soutien du Parti chrétien-démocrate et de son secrétaire départemental Dominique Michel à la fin du mois de février 2020.

## Résultats
|                                                                      |                          |                          |              |              |        |        |  |  |  |  |  |  |  |  |
| Tête de liste                                                        | Tête de liste            | Liste                    | Premier tour | Premier tour | Sièges | Sièges |  |  |  |  |  |  |  |  |
| Tête de liste                                                        | Tête de liste            | Liste                    | Voix         | %            | CM     | CC     |  |  |  |  |  |  |  |  |
|                                                                      | Hubert Falco             | LR                       | 19 072       | 61,39        | 50     | 29     |  |  |  |  |  |  |  |  |
| Pour Toulon, toujours plus forts ensembles !                         |                          |                          | 19 072       | 61,39        | 50     | 29     |  |  |  |  |  |  |  |  |
|                                                                      | Amaury Navarranne        | RN - PDF                 | 4 657        | 14,99        | 4      | 2      |  |  |  |  |  |  |  |  |
| La force du renouveau pour Toulon                                    |                          |                          | 4 657        | 14,99        | 4      | 2      |  |  |  |  |  |  |  |  |
|                                                                      | Guy Rebec                | EELV-PS-PCF-G.s-ND       | 2 835        | 9,12         | 3      | 1      |  |  |  |  |  |  |  |  |
| Toulon en commun, liste, citoyenne, écologiste, sociale et solidaire |                          |                          | 2 835        | 9,12         | 3      | 1      |  |  |  |  |  |  |  |  |
|                                                                      | Cécile Muschotti         | LREM                     | 2 276        | 7,32         | 2      | 1      |  |  |  |  |  |  |  |  |
| Un vrai cap pour Toulon                                              |                          |                          | 2 276        | 7,32         | 2      | 1      |  |  |  |  |  |  |  |  |
|                                                                      | Olivier Lesage           | AEI                      | 1 213        | 3,90         |        |        |  |  |  |  |  |  |  |  |
| Oxygène Toulon liste 100 % écologiste                                |                          |                          | 1 213        | 3,90         |        |        |  |  |  |  |  |  |  |  |
|                                                                      | Vincent Maurel           | DVD                      | 739          | 2,37         |        |        |  |  |  |  |  |  |  |  |
| Mon parti c'est Toulon                                               |                          |                          | 739          | 2,37         |        |        |  |  |  |  |  |  |  |  |
|                                                                      | Jean-Michel Ghiotto      | LO                       | 274          | 0,88         |        |        |  |  |  |  |  |  |  |  |
| Lutte ouvrière — Faire entendre le camp des travailleurs             |                          |                          | 274          | 0,88         |        |        |  |  |  |  |  |  |  |  |
|                                                                      |                          |                          |              |              |        |        |  |  |  |  |  |  |  |  |
| Votes valides                                                        | Votes valides            | Votes valides            | 31 066       | 98,37        |        |        |  |  |  |  |  |  |  |  |
| Votes blancs                                                         | Votes blancs             | Votes blancs             | 209          | 0,66         |        |        |  |  |  |  |  |  |  |  |
| Votes nuls                                                           | Votes nuls               | Votes nuls               | 305          | 0,97         |        |        |  |  |  |  |  |  |  |  |
| Total                                                                | Total                    | Total                    | 31 580       | 100          | 59     | 33     |  |  |  |  |  |  |  |  |
| Abstention                                                           | Abstention               | Abstention               | 71 385       | 69,33        |        |        |  |  |  |  |  |  |  |  |
| Inscrits / participation                                             | Inscrits / participation | Inscrits / participation | 102 965      | 30,67        |        |        |  |  |  |  |  |  |  |  |